# Arthur Whetsol
Arthur Whetsol (son nom est parfois orthographié Arthur Whetsel) est un trompettiste de jazz, né le 22 février 1905 à Punta Gorda (Floride) et mort le 5 janvier 1940 à New York.

## Biographie
Né en Floride Arthur Whetsol passe son enfance à Washington. Là, il se lie d'amitié avec le jeune Duke Ellington. Arthur Whestol fait partie du premier groupe professionnel de ce dernier, un quintet : les « Washingtonians ». En septembre 1923, les deux hommes s'installent à New York.
En 1924, Whestol enregistre avec l'orchestre d'Elmer Snowden. La même année, il décide d'arrêter sa carrière musicale pour entreprendre des études de médecine à la Howard University. Il ne participe donc pas aux premiers enregistrements d'Ellington (novembre 1924).
En 1928, il rejoint l'orchestre d'Ellington. On peut entendre ce trompettiste au son délicat en solo sur des titres comme Mood Indigo, Black and Tan Fantasy ou Black Beauty. En 1937, des problèmes de santé l'obligent à quitter l'orchestre de Duke. Il décède en 1940.